# آراگون (اود)
آراگون (به فرانسوی: Aragon) یک کمون در فرانسه است که در canton of Alzonne واقع شده‌است. آراگون ۲۰٫۵۶ کیلومتر مربع مساحت دارد ۱۹۰ متر بالاتر از سطح دریا واقع شده‌است.